# Garmi
 (octobre 2019).
Si vous disposez d'ouvrages ou d'articles de référence ou si vous connaissez des sites web de qualité traitant du thème abordé ici, merci de compléter l'article en donnant les références utiles à sa vérifiabilité et en les liant à la section « Notes et références ».
[Quand ?] les garmi constituaient l'aristocratie wolof, parmi laquelle étaient choisis les rois et dont étaient issus tous les grands dignitaires.